# ルビットタウン刈谷
ルビットタウン刈谷（ルビットタウンかりや、Luvit Town Kariya）は、愛知県刈谷市高倉町2-601にあるショッピングセンター。

## 歴史
1979年（昭和54年）から2021年（令和3年）9月までエルシティ刈谷だった施設を用い、2022年（令和4年）4月15日にルビットタウン刈谷がオープンした。中核店舗であるバローなど一部店舗は5月13日に開店した。
2023年（令和5年）6月、無印良品の店舗内に私設図書館のクマシカ図書館が設置された。2021年（令和3年）7月から刈谷市御幸町のビル内で運営されていたものであり、「一箱本棚オーナー制度」の取り組みを主体としている。

## 特色
バローホールディングスとザイマックスの合弁会社バローマックスが運営するルビットタウンであり、ルビットタウン中津川、ルビットタウン高山に続く3店舗目である。車で5分の圏内を商圏と想定している。

## 主なテナント

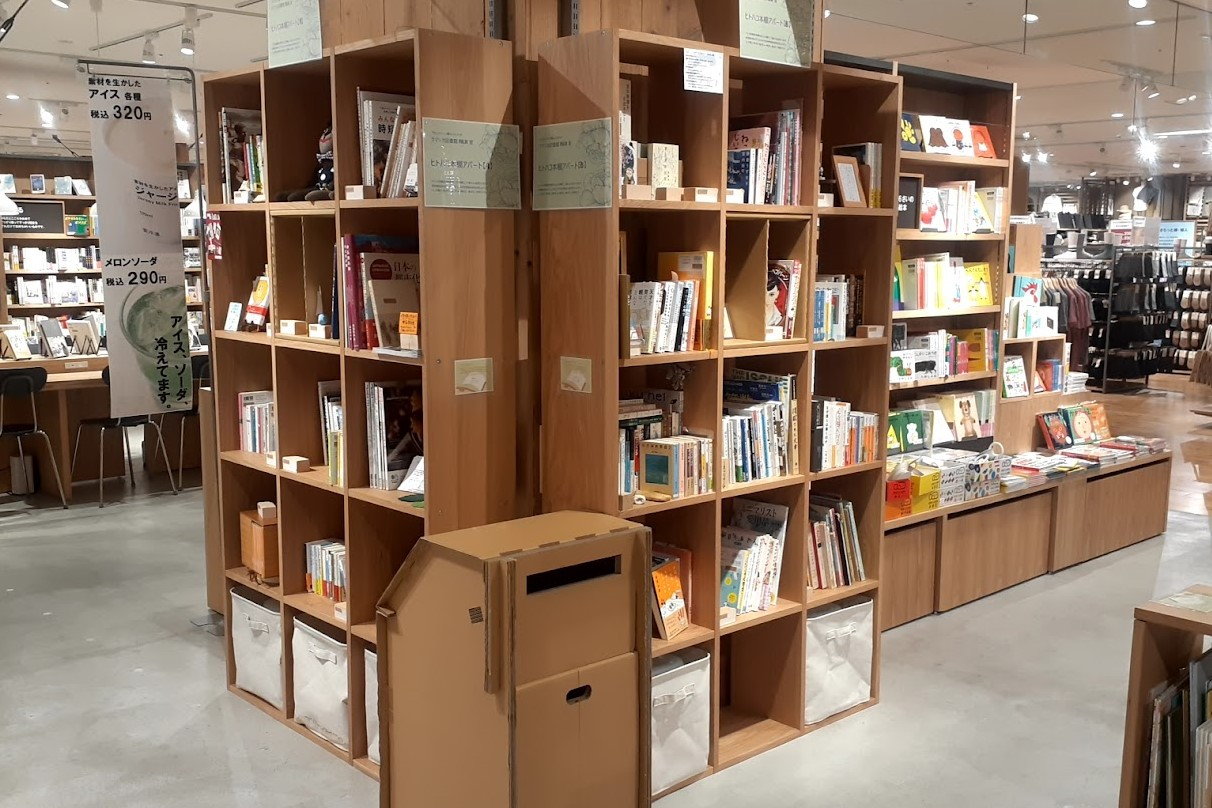
無印良品内のクマシカ図書館

### 2階
- エディオン（家電量販店）
- ダイソー（100円ショップ）
- カーブス（フィットネスクラブ）

### 1階
- 無印良品（雑貨店）
- ジンズ（眼鏡店）
- KOMEHYO買取センター
- JTB（旅行代理店）
- おうちの買い方相談室 刈谷店

### 地下1階
- バロー（スーパーマーケット）
- マツモトキヨシ（ドラッグストア）
- キトー美tendow（キトー薬局）

## 交通アクセス
- JR東海道本線逢妻駅から徒歩